# Hyponerita rosaceata
Hyponerita rosaceata is een beervlinder uit de familie van de spinneruilen (Erebidae). De wetenschappelijke naam van de soort is voor het eerst geldig gepubliceerd in 1982 door Watson & Goodger.